# Дебора Цай
Дебора Цай (англ. Deborah Tsai, 18 грудня 1994) — австралійська синхронна плавчиня. Учасниця літніх Олімпійських ігор 2016, де в групових вправах її збірна посіла 8-ме місце